# 38 Leda
Leda (asteroide 38) é um asteroide da cintura principal com um diâmetro de 115,93 quilómetros, a 2,32699944 UA. Possui uma excentricidade de 0,15148566 e um período orbital de 1 658,83 dias (4,54 anos).
Leda tem uma velocidade orbital média de 17,98556968 km/s e uma inclinação de 6,95423172º.
Este asteroide foi descoberto em 12 de janeiro de 1856 por Jean Chacornac. Seu nome vem da personagem mitológica grega Leda.